# Ion Baciu
Pour les articles homonymes, voir Baciu.
Ion Baciu est un lutteur roumain né le 12 mai 1944 à Tunari, spécialisé en lutte gréco-romaine.

## Palmarès

### Jeux olympiques
- Médaille d'argent dans la catégorie des moins de 57 kg en 1968 à Mexico

### Championnats du monde
- Médaille d'or dans la catégorie des moins de 57 kg en 1967 à Bucarest

### Championnats d'Europe
- Médaille d'argent dans la catégorie des moins de 57 kg en 1970 à Berlin
- Médaille de bronze dans la catégorie des moins de 57 kg en 1966 à Essen
- Médaille de bronze dans la catégorie des moins de 57 kg en 1972 à Katowice